# Volken van het Dampier-schiereiland
De volken van het Dampier-schiereiland zijn zeven Aboriginalgroepen van wie het traditionele land op het Dampier-schiereiland in West-Australië ligt.

## Bardi

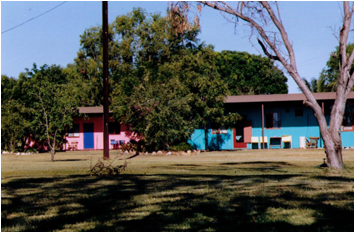
Vakantiehuisjes in Lombadina

De Bardi leven in de driehoek Cape Leveque – Pender Bay – Cunningham Point en op de twee grootste nabijgelegen eilanden Jayirri en Jalan. Een kleine 40 mensen spreken nog Bardi. Ondanks dit geringe aantal is het de best bewaarde taal van alle talen op het schiereiland. Kinderen op de school van Ardyaloon (One Arm Point) krijgen elke dag circa een half uur les in Bardi. Ook leren zij veel over de Bardicultuur.
Veel Bardi leven in de community Lombadina. De Europese geschiedenis van Lombadina gaat terug tot 1892 toen de pallottijnse bisschop Matthew Gibney een pastoral lease op Bardi-land verwierf waar hij een missiepost wilde oprichten. Lombadina Mission kwam niet goed van de grond en het duurde tot 1911 voordat de missiepost gestalte kreeg. In 1913 arriveerden er enkele Zusters van St. Jan, die een belangrijke rol in het onderwijs aan Aboriginalkinderen speelden. In 1932 kreeg Lombadina een kerk die er nog steeds staat.
In 1984 verwierf de Lombadina Aboriginal Community de pastoral lease en werden delen van de missie aan de community overgedragen. Tegenwoordig kunnen toeristen in Lombadina overnachten.
Een aantal Bardi wonen in de nabij gelegen community Djarindjin.
In 2005 erkende de federale rechtbank de native title-rechten van de Bardi en de Jawi over hun land. Hun claim over de zee, de eilanden en de riffen werd echter afgewezen. In maart 2010 werden ook hiervoor native-title-rechten erkend.

## Jawi
De Jawi zijn de oorspronkelijke bewoners van het eiland Iwany (Sundayeiland) en de andere eilanden in de ingang van de baai King Sound. Hun taal wordt eveneens Jawi genoemd.
In 1899 werd er een missiepost op Sundayeiland opgericht door twee parelvissers. Tijdens de Tweede Wereldoorlog werden de bewoners van het eiland tijdelijk geëvacueerd naar Lombadina. De missie werd in 1962 gesloten. De meeste bewoners verhuisden naar Lombadina en naar het stadje Derby. Tegenwoordig wonen de meeste Jawi in Ardyaloon. De community heeft circa 400 inwoners.

## Nyulnyul
De Nyulnyul leven in de vierhoek Cape Borda – Sandy Point aan de westkust en Carlyle Head – Goodenough Bay aan de oostkust van het schiereiland. Hun taal is uitgestorven.
In 1885 werd de eerste missiepost van het schiereiland geopend bij Goodenough Bay. De missie was geen lang leven beschoren. Dit gold niet voor Beagle Bay Mission die in 1890 op het land van de Nyulnyul werd opgericht door bisschop Gibney. Later kwamen er trappisten naar de missie. Het leven van de monniken was zwaar. De Iers-Australische journaliste Daisy Bates beschreef aan het begin van de 20e eeuw de ontberingen waarmee zij te maken hadden.
“At Beagle Bay, the Spanish priests and monks had performed almost incredible labours in their ten years’ isolation, but there was little to show for it. Willie-willies and fires and tropic conditions had taken constant toll. When their horses were lost, or died from eating poisonous weed, they harnessed themselves to the carts and logs, yet the conditions of the Mission seemed hopeless.”
Tegenover de Nyulnyul hanteerden de trappisten de regel ‘geen bad, geen ontbijt’, waarop de eersten niets aten tot de missionarissen het opgaven.
In het boek van Bates komen de Nyulnyul er slecht vanaf. Zij beweert dat ze kannibalen waren en ze vond ze wild, primitief en vies. Volgens de historica en juriste Dr. Katherine Biber van de Macquarie Universiteit in Sydney bestaat er echter geen geloofwaardig historisch bewijs dat Aboriginalvolkeren in Australië kannibalisme volgens Europese voorstellingen uitoefenden. Er bestaan enkel aanwijzingen dat er in een aantal gebieden dode lichamen van verwanten werden gegeten. Dit gebeurde echter bij hoge uitzondering in het kader van specifieke rituelen.
Veel kinderen in de Kimberley die bij hun families werden weggehaald, werden naar de missie in Beagle Bay gebracht. Vier jaar voordat het rapport over de gestolen generaties werd gepubliceerd, bezochten de Zusters van St. Jan Beagle Bay en andere community's op het Dampier-schiereiland om hun excuses aan te bieden voor hun rol in deze donkere episode in de Australische geschiedenis.

## Jabirr Jabirr
Het land van de Jabirr Jabirr (ook Djaberadjabera) ligt tussen Beagle Bay en Cape Bertholet aan de westkust en strekt zich circa 50 km landinwaarts uit. De taal die zij oorspronkelijk spraken heet Jabirr Jabirr. Volgens de antropoloog Norman Tindale leefden er in 1953 nog vijf mensen van deze groep. In 1931 droegen de laatste overlevenden van deze groep hun kennis over aan Paddy Roe (zie Goolarabooloo).

## Ngombal
Het land van de Ngombal (ook Ngumbarl) ligt tussen Coulomb Point en Willie Creek en strekt zich circa 50 km landinwaarts uit. De groep was aan het begin van de 20e eeuw praktisch uitgestorven. De kennis over hun land en cultuur werd door de laatste nog levende personen van deze groep overgedragen aan een aantal elders van de Jabirr Jabirr.

## Goolarabooloo
Het land van deze groep ligt tussen Willie Creek en Roebuck Bay iets ten noorden van Broome en strekt zich circa 15 km landinwaarts uit. Ook de Goolarabooloo waren aan het begin van de 20e eeuw bijna uitgestorven en droegen de verantwoordelijkheid voor hun land en cultuur eveneens over aan leden van de Jabirr Jabirr. Hun rijke cultuur is goed gedocumenteerd door antropologen en historici.
Ondanks dat de Goolarabooloo zijn uitgestorven is hun cultuur tegenwoordig levendiger dan ooit. Dit komt door Paddy Roe, een man die opgroeide in de buurt van Broome en die oorspronkelijk tot de Njikina behoorde die ten zuiden van het Dampier-schiereiland aan de rivier de Fitzroy leven. Antropologen en historici hebben het werk van Paddy Roe heel goed gedocumenteerd.
In 1931 bezocht Paddy Roe samen met zijn vrouw het land van de Jabirr Jabirr en trof daar de laatste overlevenden van deze groep aan. De jonge mensen waren allemaal meegenomen naar de missies in de omgeving en de ouderen zagen zich genoodzaakt de verantwoordelijkheid voor hun land en dat van de Ngombal en de Goolarabooloo over te dragen. Zij trokken meermaals met Paddy Roe door het land en leerden hem alles over de cultuur. Roe leerde de taal van deze groepen en werd uiteindelijk de hoeder van hun wetten en hun land.
Roe droeg zijn taken over aan zijn kleinzoon Joseph die sindsdien de hoeder van de wet van het land van deze drie groepen is. Zijn belangrijkste taak is het beschermen van de songline van dit land. Een songline is de weg die wezens uit de droomtijd over een stuk land hebben afgelegd. Deze weg is gemarkeerd met bomen, waterbronnen, steenformaties enzovoort, die aangeven waar droomtijdwezens iets hebben gedaan of beleefd. Concreet houdt de taak van Joseph Roe in dat hij ontwikkelingen dient te voorkomen die de songline vernietigen.
De songline van de Goolarabooloo begint ten noorden van Ardyaloon (One Arm Point) in het puntje van het Dampier-schiereiland en eindigt in Bidyadanga, circa 180 km ten zuidoosten van Broome. In de jaren tachtig opende Paddy Roe het Lurujarri-pad, dat het deel van de songline volgt dat over het land van de Goolarabooloo loopt. Toeristen kunnen samen met leden van de Goolarabooloo dit pad bewandelen.
Paddy Roe overleed in 2001. 
In 1994 dienden de Goolarabooloo een native-title-claim in over hun land en dat van de Jabirr Jabirr. Er is nog steeds geen beslissing in deze zaak genomen.
Aan het begin van de 21e eeuw werden er plannen ontwikkeld voor het bouwen van een gaswinningscentrum in de omgeving van James Price Point, een plek die precies op het land van de Goolarabooloo ligt en deel uitmaakt van de songline. De Goolarabooloo hebben zich altijd tegen de bouw van de installatie verzet. In april 2013 trok de firma Woodside zich terug. Als reden geeft het bedrijf aan dat het gaswinningscentrum onvoldoende rendabel zou zijn.

## Nimanburu
Het land van de Nimanburu begint aan de oostkust van het schiereiland vanaf Repulse Point en strekt zich uit naar het zuiden. De taal van deze groep is uitgestorven.